# Hoya diptera
Hoya diptera är en oleanderväxtart som beskrevs av Berthold Carl Seemann. Hoya diptera ingår i släktet Hoya och familjen oleanderväxter. Inga underarter finns listade i Catalogue of Life.